# Cunningham (film)
Pour les articles homonymes, voir Cunningham.
Pour plus de détails, voir Fiche technique et Distribution.
Cunningham est un film germano-franco-américano-britannique réalisé par Alla Kovgan, sorti en 2019.

## Synopsis
Un documentaire sur Merce Cunningham et sa compagnie de danse.

## Fiche technique
- Titre : Cunningham
- Réalisation : Alla Kovgan
- Scénario : Alla Kovgan
- Musique : Volker Bertelmann
- Photographie : Mko Malkhasyan Miko
- Montage : Alla Kovgan
- Production : Helge Albers, Elizabeth Delude-Dix, Kelly Gilpatrick, Ilann Girard, Alla Kovgan et Derrick Tseng
- Société de production : Arsam International, Achtung Panda! Media, Bord Cadre Films, Chance Operations et Sovereign Films
- Société de distribution : Sophie Dulac Distribution (France)
- Pays :  Allemagne,  France,  États-Unis et  Royaume-Uni
- Genre : Documentaire
- Durée : 93 minutes
- Dates de sortie : 
  - États-Unis : 13 décembre 2019
  - France : 1er janvier 2020

## Accueil
Le film a reçu un accueil favorable de la critique. Il obtient un score moyen de 83 % sur Metacritic.